# Choeteprosopa auriceps
Choeteprosopa auriceps är en tvåvingeart som beskrevs av Aldrich 1925. Choeteprosopa auriceps ingår i släktet Choeteprosopa och familjen parasitflugor. Inga underarter finns listade i Catalogue of Life.